# Catephia albomacula
Catephia albomacula là một loài bướm đêm trong họ Erebidae.